# Страусник обыкновенный
Стра́усник обыкнове́нный, или Страусопёр герма́нский, или Стра́усовое перо́, или Веламкуч, или Разноли́стник, или Чёрный па́поротник (лат. Matteúccia struthiópteris) — многолетний папоротник, вид рода Страусник семейства Оноклеевые (Onocleaceae).
Неприхотливое теневыносливое декоративное растение. Включён в Красные книги ряда областей России и Украины.

## Название
Видовой эпитет — struthiopteris — дан по сходству вайи с пером страуса и происходит от др.-греч. στρουθίον — страусёнок, воробышек (уменьшительное к στρουθός — страус, воробей) и πτέρις, πτέριδως — папоротник; что в итоге значит страусовый папоротник. Н. И. Анненков считал, что исходным словом было πτερόν — крыло.
Анненков, кроме того, привёл и другие русские народные и диалектные названия страусника: вороново крыло, клоповник, коточижник, папороть крупный, папороть чёрный трава, речная папороть, папоротник чёрный, папорт, папартник, купородник, купоротник, капарод, капорко, перо страусово трава, разнолистник, чёрная трава. Эти названия хорошо отражали такие признаки растения, как диморфизм листьев, чёрный цвет стволика, схожесть листьев с вороновым крылом, а проростков — с коточиком (кочедыком — кривым шилом, употреблявшимся при плетеніи лаптей), приуроченность к лесным речкам и ручьям (речная папороть), общий вид растения — воронкообразную купу.
Употребляли также название «страусопер», которое не прижилось и теперь заменено на страусник:5.

## Распространение и экология

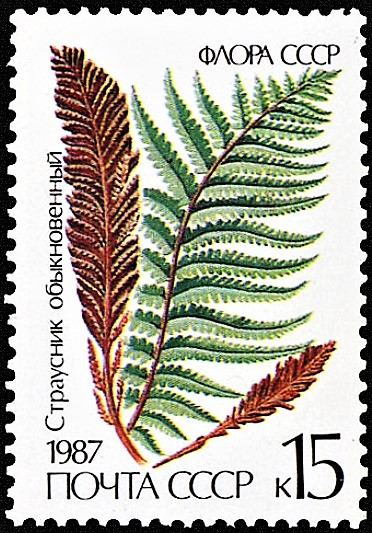

Циркумбореальный голарктический вид, распространённый в лесной зоне и горно-лесном поясе.
Японские ботаники М. Като и К. Ивацуки, изучив современный ареал страусника обыкновенного и проанализировав морфологическое сходство различных видов страусника, пришли к выводу, что Страусник обыкновенный, возможно, ведёт начало от предка в Северной Америке, а затем расселился повсюду в умеренных регионах Северного полушария.
Ныне в Северной Америке вид распространён в основном на востоке, от Ньюфаундленда на севере до озера Эри на юге. На западе материка, на юге Аляски отмечены лишь единичные местонахождения.
В Европе растёт от Скандинавии на севере до Хорватии и северной Италии на юге (в XX веке был обнаружен на склонах Этны на Сицилии:6) и от Бельгии на западе до Прибалтики, Беларуси и Украины на востоке. В Центральной Европе редок.
В Азии — на севере Ирана, в Северо-Восточном Китае (Хэнань, Внутренняя Монголия, Шаньси, Сычуань, Юньнань), на Корейском полуострове и в Японии (Хоккайдо, Хонсю, Кюсю, Сикоку).
Распространён в том числе на территории России (европейская часть и Северный Кавказ, Дагестан; Бурятия, Забайкальский и Красноярский края, Алтай, Тыва, Иркутская и Тюменская области, Приамурье и Приморье, Камчатка и Сахалин) и сопредельных стран.
Вид также встречается в Закавказье (Азербайджан и Грузия).
Произрастает в сырых местах на дне оврагов, берегах лесных речек и ручьёв, в поймах почти по всей лесной зоне. Мезофит и гигрофит. Мезотроф и эвтроф.

### Охранный статус
Включён в Красные книги Брянской, Волгоградской, Вологодской, Воронежской, Курской, Магаданской, Мурманской, Самарской, Саратовской, Смоленской областей, Республики Саха (Якутии), Москвы.
На Украине охраняется в Житомирской, Львовской, Ровенской, Сумской и Харьковской областях.

## Ботаническое описание

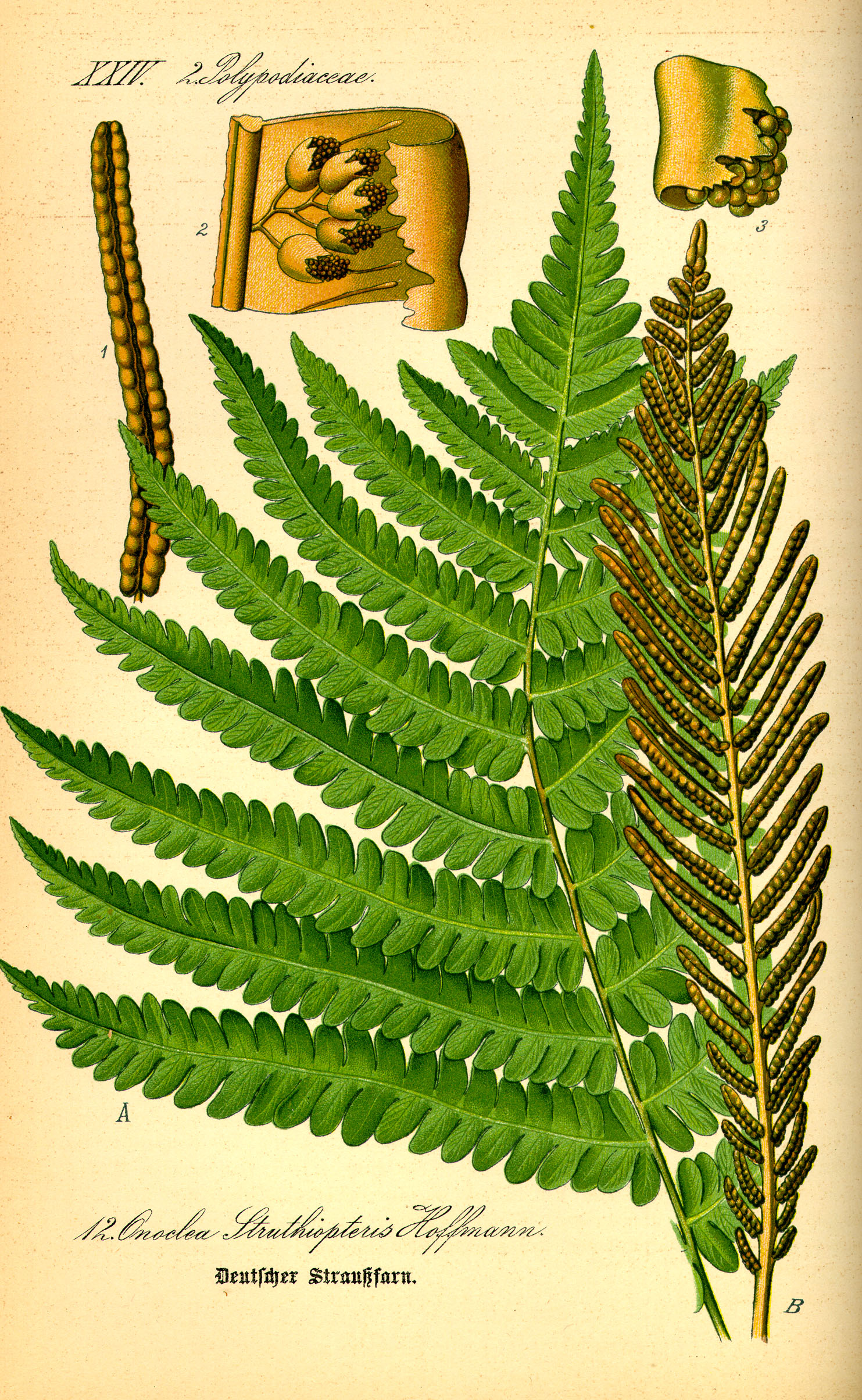

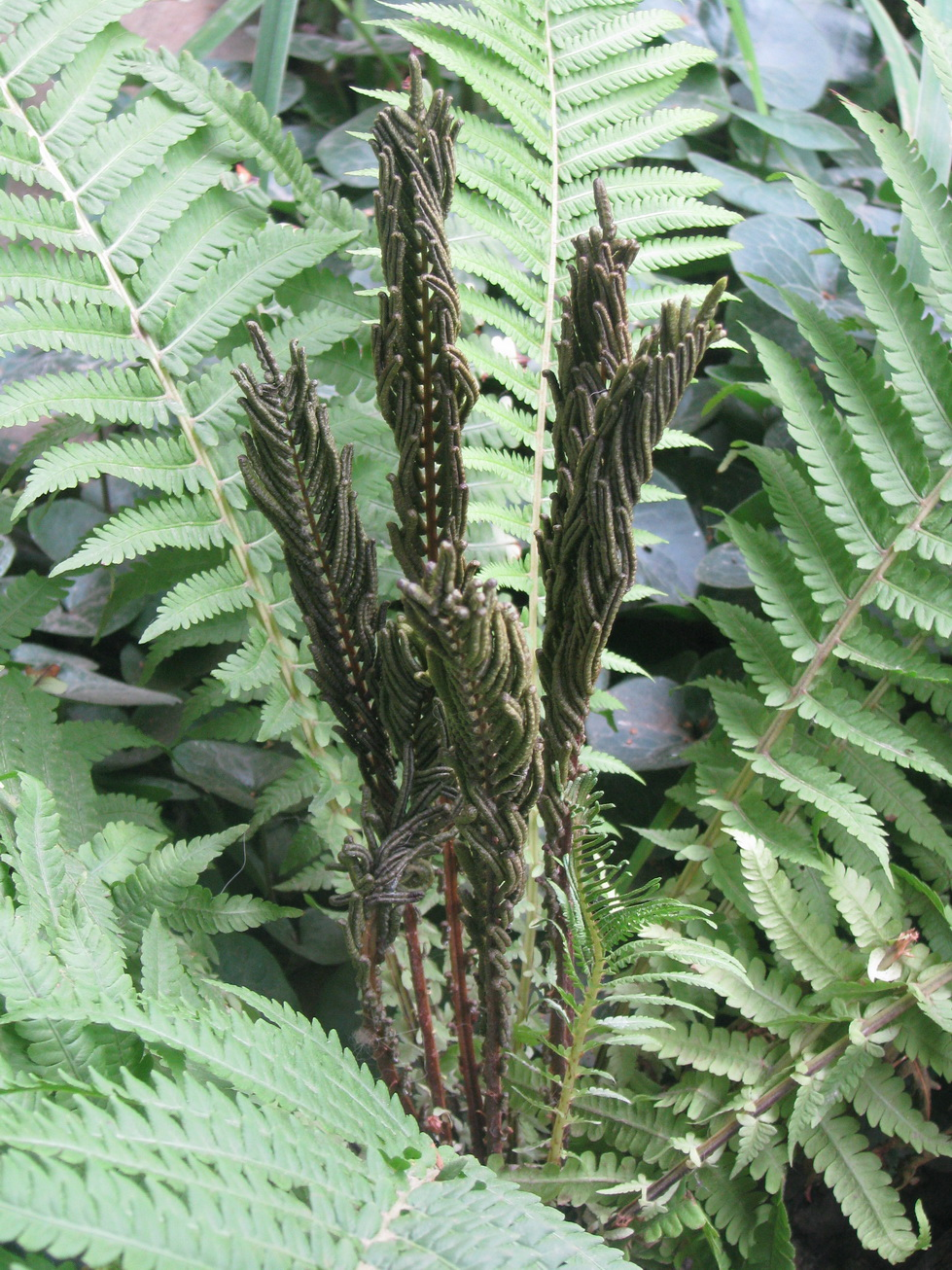
Спорофиллы и вайи

Крупный папоротник с толстым вертикальным корневищем.
Листья диморфные. Вегетативные стерильные фотосинтезирующие листья (трофофиллы) длиной до полутора (в Европе) или четырёх метров (в Азии), дваждыперистораздельные, образуют воронку, в центре которой расположены более короткие однажды перистые фертильные спороносные листья (спорофиллы) с цилиндрическими сегментами, внутри которых скрыты сорусы. Спорофиллы появляются позднее трофофиллов, внешне они напоминают страусиное перо (отсюда русское название). Края сегментов спороносных листьев свернуты до средней жилки, что обеспечивает защиту расположенным на концах разветвлений жилок округлым сорусам. Спорофиллы страусника сначала светло-зелёные, затем становятся тёмно-коричневыми, контрастируя своей окраской со светло-зелёными стерильными листьями. Осенью стерильные листья увядают, а спороносные остаются зимовать. Их тёмно-коричневые верхушки иногда можно видеть торчащими над снежной поверхностью. Весной споры освобождаются, края листьев при этом разворачиваются.
Размножается спорами и с помощью столонов. Споры крупные, прорастают весной, когда выпадает наибольшее количество дождей, без периода покоя, сразу после рассеивания. Споры содержат значительное число хлоропластов и имеют поэтому зелёный цвет.

## Классификация
Популяцию страусника обыкновенного на востоке Северной Америки некоторые канадские ботаники выделяли в самостоятельный вид Matteuccia pensylvanica (Willd.) Raymond — Страусник пенсильванский. Эрик Хультен считал её всего лишь особой расой страусника обыкновенного.

### Разновидности
На территории Северной Америки выделяют несколько разновидностей:
- Matteuccia struthiopteris var. pensylvanica (Willd.) C.V.Morton, 1950
- Matteuccia struthiopteris var. pubescens (Terry) Clute, 1908

### Синонимы
По данным The Plant List на 2013 год, в синонимику вида входят:
- Matteuccia nodulosa Fernald
- Matteuccia pensylvanica (Willd.) Raymond
- Onoclea pensylvanica (Willd.) Sm.
- Pteretis pensylvanica (Willd.) Fernald
- Struthiopteris nodulosa Desv.
- Struthiopteris pensylvanica Willd.

## Патогенные грибы
На страуснике обыкновенном встречается паразитический сумчатый гриб Taphrina hiratsukae из рода Тафрина (Taphrina), вызывающий пятнистость листочков.

## Химический состав

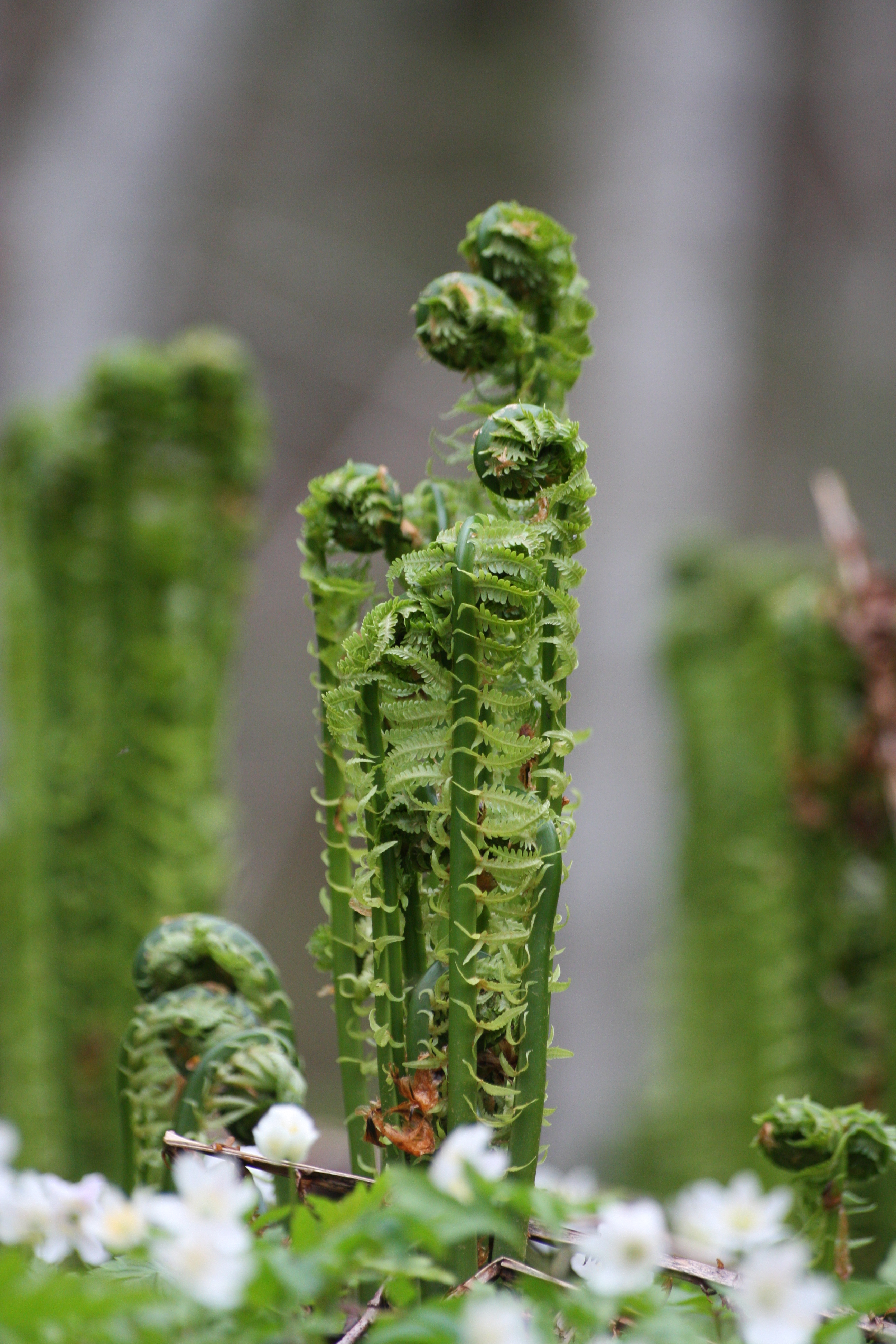
Раскрывающиеся рахисы

Растение содержит стероиды, витамины C, B1, ниацин, рибофлавин, высшие жирные кислоты, липиды.
В надземной части найдены флавоноиды, в листьях — углеводы и родственные соединения. Споры содержат каротиноиды.

## Хозяйственное значение и применение
Используется в озеленении как неприхотливое теневыносливое декоративное растение. Фертильные листья можно использовать на зимние букеты.
Находит применение в народной медицине для приготовления отваров из корневищ. По сведениям Н. И. Анненкова, употреблялся «от падучей болезни, от глистов, от лихорадки» (в Казанской губернии), а в Пермской — «от худобы».
Молодые побеги (рахисы) в некоторых странах употребляют в пищу.
Употреблялся для уничтожения клопов (в Архангельской губернии).
В медицине корневища и листья используют как спазмолитическое, противосудорожное, противоэпилептическое, корневища — при злокачественных опухолях, белях, меноррагиях, как седативное, слабительное, вяжущее, противокашлевое, антигипоксическое. Измельчённые листья и споры применяют при ожогах, обморожениях, дерматозах.
Нанайцы используют листья и споры как ранозаживляющее, противовоспалительное и антисептическое (что подтверждено экспериментально).
Инсектицид.
Ядовито для скота.